# تشيب روبنسون
تشيب روبنسون (بالإنجليزية: Chip Robinson)‏ هو مهندس أمريكي، ولد في 29 مارس 1954 في فيلادلفيا في الولايات المتحدة.

## روابط خارجية
- تشيب روبنسون على موقع DriverDB.com (الإنجليزية)